# Fodéba Keïta
Fodéba Keïta (* 19. Januar 1921 in Siguiri; † 27. Mai 1969 im Camp Boiro) war ein guineischer Schriftsteller, Dramatiker, Komponist, Tänzer und Politiker. Er war von 1961 bis 1969 Verteidigungs- und Sicherheitsminister von Guinea.

## Leben
Fodéba Keita besuchte die höhere Grundschule in Conakry und die École normale William Ponty in Senegal (Westafrika). Mit einem staatlichen Stipendium ging er 1947 zum Jura-Studium nach Paris. Dort gründete er 1948 die Band Sud Jazz. Nach seiner Rückkehr nach Guinea rief er 1950 die Les Ballets africains ins Leben und publizierte den Gedichtband Poèmes africains sowie den Roman Le Maître d’école (1952).

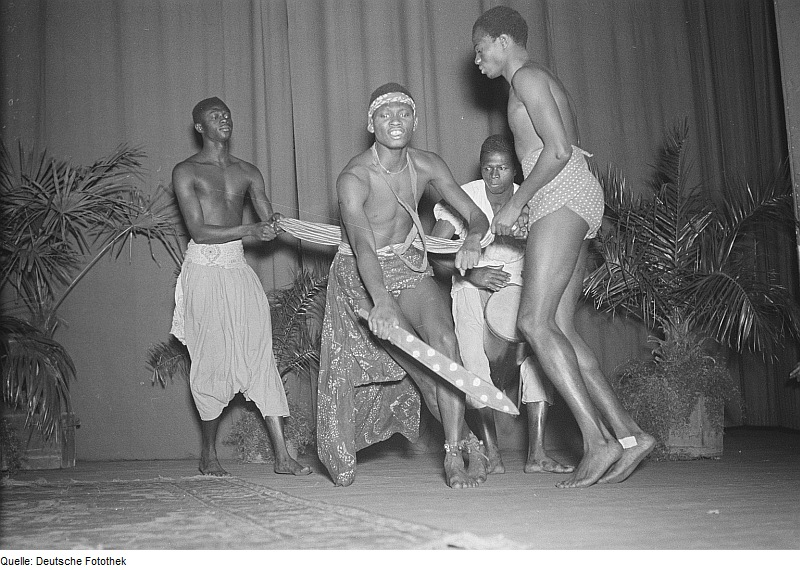
Auftritt von Les Ballets africains in der Kongreßhalle Leipzig 1951

Politisch im RDA aktiv, arbeitete Fodéba Keita ab 1956 eng mit Ahmed Sékou Touré zusammen. Im Jahr 1961 wurde Fodéba Keita zum Verteidigungs- und Sicherheitsminister ernannt, er deckte vermeintliche und reale Komplotte gegen Sékou Touré auf, bevor er selbst 1969 in den Fokus von Ermittlungen geriet. Im berüchtigten Camp Boiro inhaftiert, wurde er der Folter unterzogen („diète noire“ – vollständiger Nahrungs- und Flüssigkeitsentzug) und am 27. Mai 1969 ohne Gerichtsprozess erschossen.

## Filmmusik
Fodéba Keïta komponierte die Filmmusik des ersten französischen antikolonialen Films Afrique50 des bretonischen Filmemachers René Vautier.